# Prismognathus davidis
Prismognathus davidis is een keversoort uit de familie vliegende herten (Lucanidae). De wetenschappelijke naam van de soort is voor het eerst geldig gepubliceerd in 1878 door Deyrolle.